# Revolutionair nationalisme

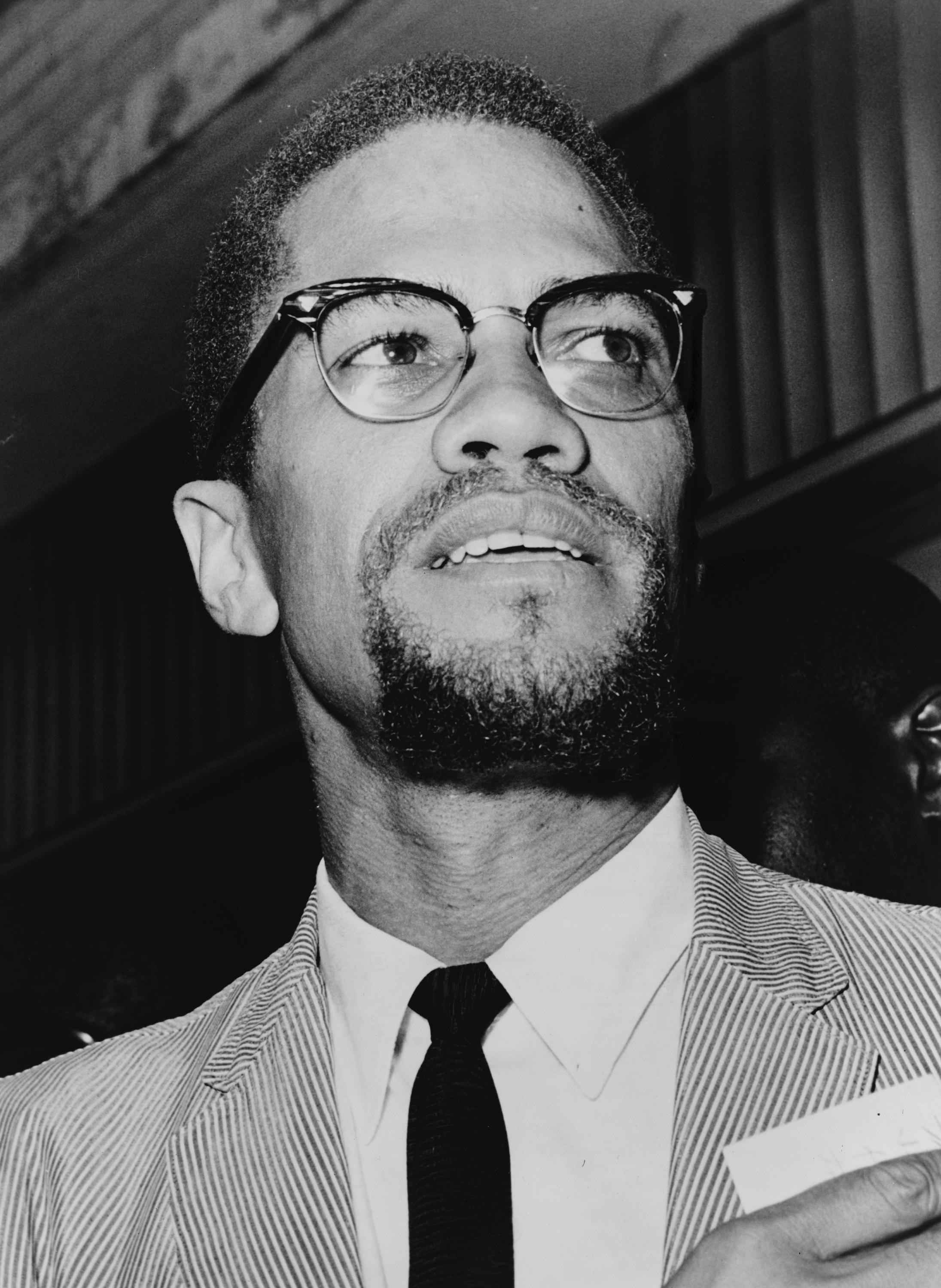
Malcolm X was een prominent revolutionair zwart nationalist in de Verenigde Staten.

Revolutionair nationalisme is een term die wordt gebruikt om de politieke filosofie te beschrijven van diverse nationalistische bewegingen die streven naar hun doelen door middel van een revolutie tegen de bestaande orde. Personen en groepen die als revolutionair nationalistisch worden beschouwd, omvatten verschillende politieke stromingen binnen de Franse Revolutie, Ierse republikeinen die gewapend verzet voerden tegen de Britse heerschappij, de Cần Vương-beweging tegen de Franse overheersing in Vietnam, de Indiase onafhankelijkheidsbeweging in de 20e eeuw, sommige deelnemers aan de Mexicaanse Revolutie, Benito Mussolini en de Italiaanse fascisten, de autonome regering van Khorasan in het Iran van de jaren twintig, Augusto Cesar Sandino, de Revolutionair Nationalistische Beweging in Bolivia, het zwarte nationalisme in de Verenigde Staten en enkele Afrikaanse onafhankelijkheidsbewegingen.

## Afrika

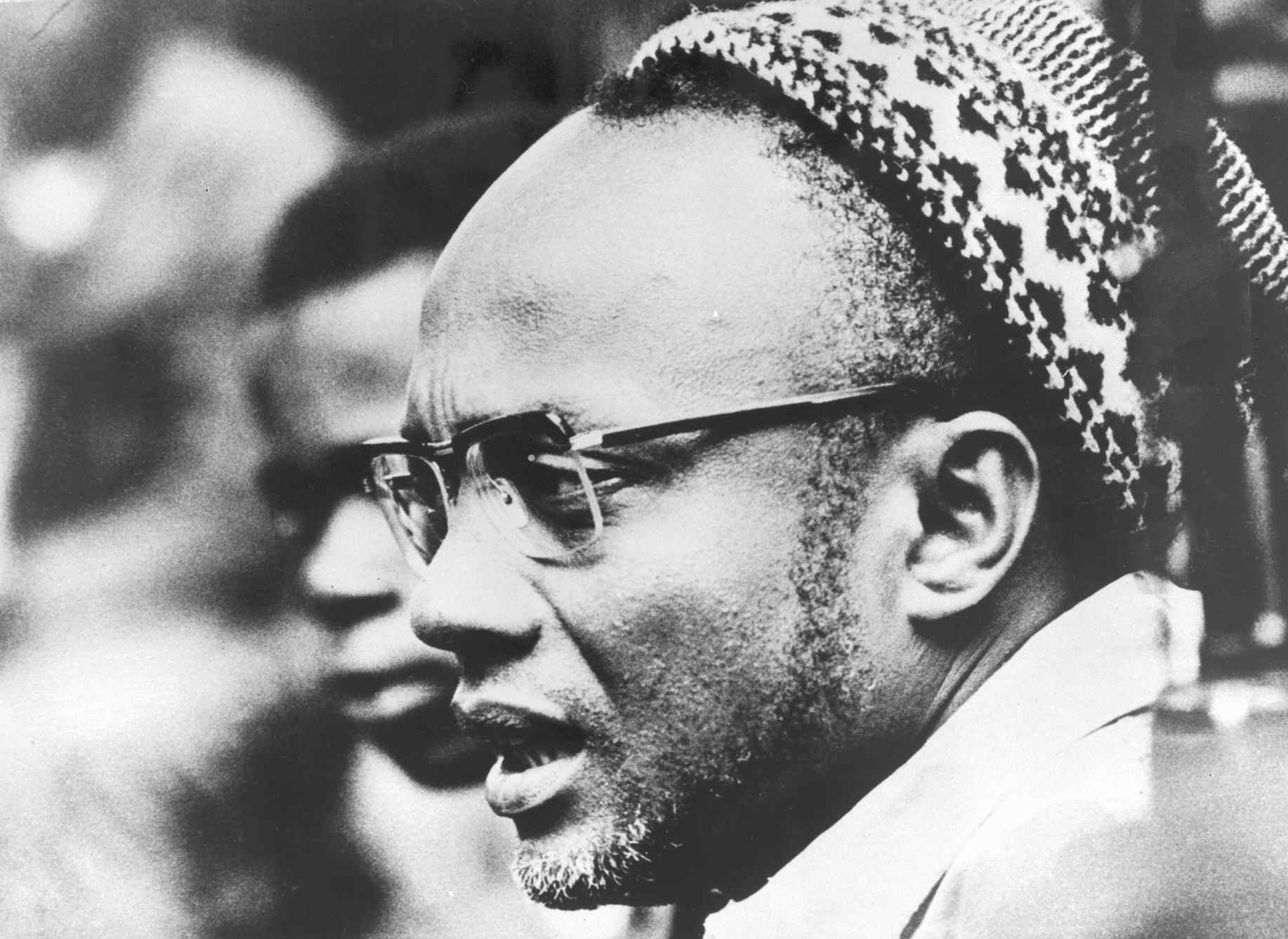
Amilcar Cabral was een Afrikaanse anti-koloniale leider die wordt beschouwd als een revolutionair nationalist.

Diverse onafhankelijkheidsbewegingen in Afrika in de 20e eeuw zijn gekarakteriseerd als revolutionair nationalistisch. Een Afrikaanse anti-koloniale leider die wordt beschouwd als een revolutionair nationalist, was Amilcar Cabral, die leiding gaf aan onafhankelijkheidsbewegingen in Guinea-Bissau en Kaapverdië. Cabral richtte de Afrikaanse Partij voor de Onafhankelijkheid van Guinea en Kaapverdië op in 1956. De partij begon een gewapende strijd tegen de Portugese koloniale autoriteiten in 1963, en uiteindelijk verkregen Guinea-Bissau en Kaapverdië hun onafhankelijkheid respectievelijk in 1974 en 1975. Deze koloniale oorlog leidde ook tot de opkomst van de Gewapende Strijdkrachten Beweging in Portugal zelf, die de dictatuur in dat land omverwierp. Cabral's revolutionaire nationalisme werd belichaamd in het concept van "eenheid en strijd", dat tot doel had om de verschillende etnische en culturele gemeenschappen van Guinea-Bissau en Kaapverdië te verenigen in een enkele nationale identiteit gebaseerd op de strijd tegen de koloniale heerschappij.
Een andere Afrikaanse beweging waarvan de ideologie is aangeduid als revolutionair nationalisme is het Volksfront voor Democratie en Rechtvaardigheid (PFDJ) in Eritrea. De ideologie van het PFDJ benadrukt de erfenis van de Eritrese strijd voor onafhankelijkheid en streeft ernaar "de waarden van De Strijd in Eritrese jongeren in te prenten door losjes (en soms direct) de ervaringen van de strijders in de oorlog voor bevrijding na te bootsen." Daarnaast bevordert het PFDJ "een idee van een multiculturele, multireligieuze, verenigde nationale geheel." Revolutionair nationalisme is ook geïdentificeerd als een thema in het werk van de Keniaanse schrijver Ngugi wa Thiong'o.

## Azië

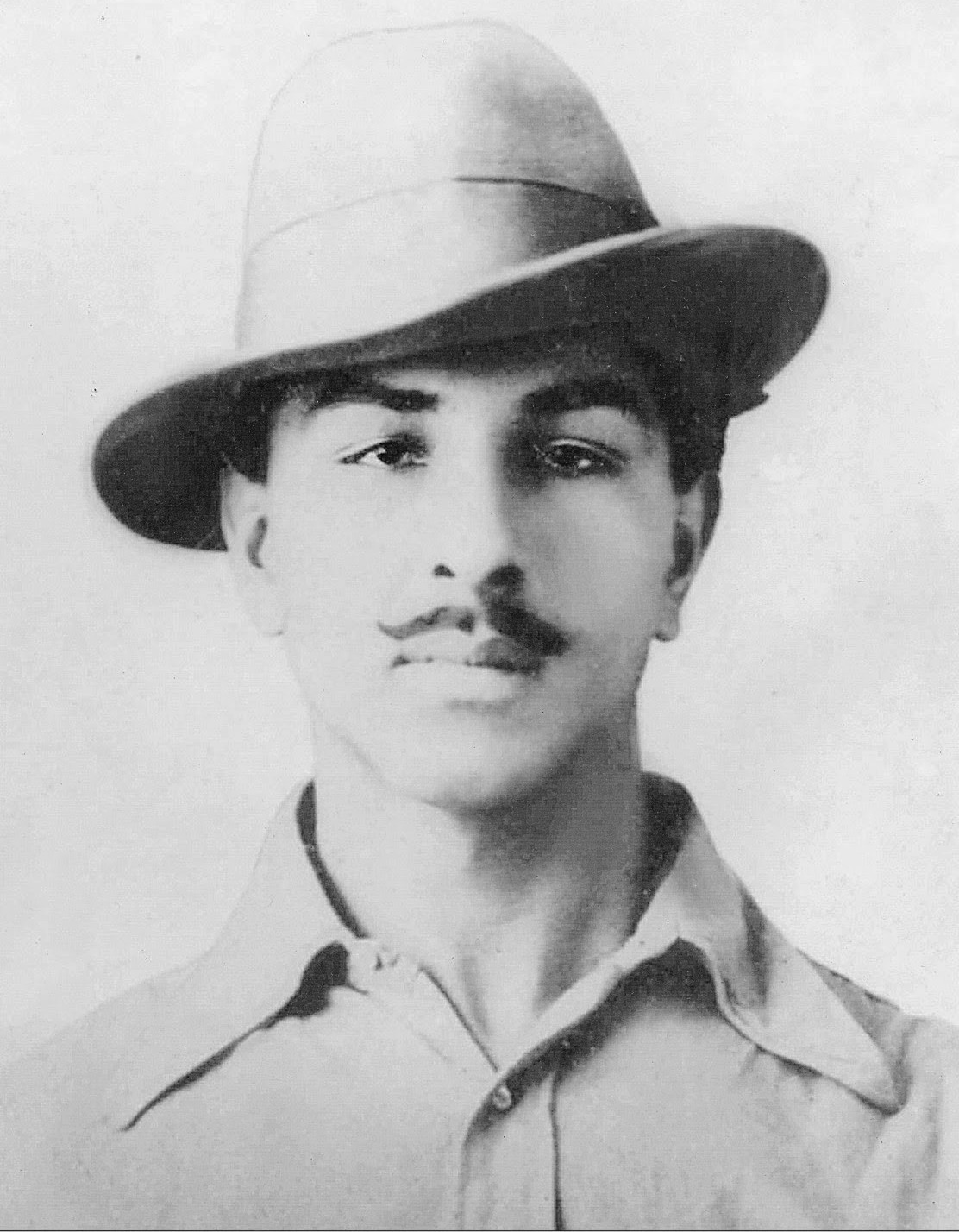
Bhagat Singh was een charismatische Indiase revolutionaire nationalist.

De term revolutionair nationalisme is gebruikt om elementen van de Indiase onafhankelijkheidsbeweging te beschrijven die zich verzetten tegen de Britse heerschappij in India. De Indiase staat Jharkhand was gastheer voor revolutionair nationalistische politieke groeperingen vanaf de periode tussen 1902 en 1918, en vooral vanaf 1912. De Dhaka Anushilan Samiti en andere nationalistische bewegingen uit Bengalen breidden hun activiteiten uit naar Jharkhand in deze periode, met als doel een grootschalige gewelddadige opstand tegen de Britse heerschappij te inspireren. Ze probeerden dynamiet, buskruit en andere explosieven uit de mijnen van Jharkhand te verkrijgen, maar hun activiteiten werden ontdekt en veel revolutionaire nationalisten werden gearresteerd.
In Bihar, een Indiase staat ten noorden van Jharkhand, waren er ook gewelddadige pro-onafhankelijkheidsorganisaties in het begin van de 20e eeuw die beschreven zijn als revolutionair nationalistisch of als terroristisch. Zij geloofden in het gebruik van geweld om vrijheid te verkrijgen en werden geconfronteerd met toenemende onderdrukking door de overheid. Toen ze werden gearresteerd, kregen ze juridische bijstand van leden van het Indiase Nationale Congres, hoewel het Congres tegen het gebruik van geweld was.
In India wordt revolutionair nationalisme ook geassocieerd met de herinnering aan Bhagat Singh, die in 1931 door de Britten werd geëxecuteerd voor zijn rol in de Lahore Samenzweringzaak.
In de geschiedenis van Vietnam is de term revolutionair nationalisme gebruikt om te verwijzen naar het verzet tegen de Franse koloniale heerschappij dat begon in de jaren 1880 onder patriottische Vietnamese hoffunctionarissen en provinciale elites, die de Can Vuong-beweging vormden. Deze beweging streefde naar het herstel van de Vietnamese keizer en het behoud van de traditionele samenleving, maar werd verslagen door superieure Franse vuurkracht. Later inspireerde het een tweede generatie van anti-koloniale leiders in de 20e eeuw.
In Iran is de opstand van Kolonel Mohammad Taqi Pessian in 1921 beschreven als een experiment in revolutionair nationalisme. Pessian leidde een militaire staat gevestigd in Mashhad, die optrad als een rivaal van de centrale regering onder leiding van Reza Khan na de staatsgreep van 1921 in Iran.

## Europa
In Europa is de term revolutionair nationalisme gebruikt om verschillende nationalistische politieke bewegingen te beschrijven, die teruggaan tot de Franse Revolutie in de 18e eeuw. Het Franse revolutionaire nationalisme was een vorm van burgerlijk nationalisme, gericht op het opleggen van een gemeenschappelijke nationale identiteit aan de gehele bevolking van Frankrijk, ongeacht etnische afkomst of regionale culturen en talen. Dit nationalisme was revolutionair in die zin dat het streefde naar een "homogenisering van de mensheid", en niet wenste "iemand uit te sluiten die niet past in een bepaald etnisch profiel, maar eerder iedereen wilde opnemen die bereid was een bepaalde culturele identiteit aan te nemen."
Het Ierse nationalisme in de 19e eeuw is ook gekarakteriseerd als revolutionair nationalisme, omdat het streefde naar een revolutionaire omverwerping van de Britse heerschappij in Ierland. Na de nederlaag van de Young Ireland-opstand in 1848 vluchtten veel van de rebellenleiders naar ballingschap in Parijs, waar ze zich "vonden in het intellectuele centrum van revolutionair nationalisme." De Ierse revolutionairen in ballingschap legden contacten met Poolse nationalisten die ook vochten voor nationale onafhankelijkheid en die ideeën van "'heilzame' terrorisme en mobilisatie van de plattelandsbevolking voor gewelddadige acties" propageerden, wat het Ierse revolutionaire nationalisme inspireerde. De Ierse revolutionaire nationalisten werden later Fenians genoemd, en deze beweging omvatte Ierse organisaties aan beide zijden van de Atlantische Oceaan, zoals de Irish Republican Brotherhood en de Fenian Brotherhood.
In het begin van de 20e eeuw in Italië kwam het politieke denken van Benito Mussolini te focussen op een radicale vorm van Italiaans nationalisme, die revolutionair nationalisme is genoemd. Volgens A. James Gregor had Mussolini in 1909 een vage en onduidelijke benadering van het concept van revolutionair nationalisme, hoewel hij de historische rol ervan erkende die later de basis vormde voor zijn latere opvattingen. In deze vroege fase, ondanks Mussolini's neiging naar nationalisme, was hij nog steeds tegen traditioneel patriottisme en conventioneel nationalistisch appèl, inclusief zijn nadrukkelijke afwijzing van het type nationalisme dat werd bepleit door de bevoorrechte klassen en de traditionele bourgeoisie, die nationalisme simpelweg gebruikten "wanneer er winst te behalen viel". A. James Gregor beschrijft de benadering van Mussolini van zijn versie van nationalisme als volgt:
Het revolutionaire nationalisme van Mussolini, terwijl het zich onderscheidde van het traditionele patriottisme en nationalisme van de bourgeoisie, vertoonde veel van die kenmerken die we vandaag associëren met het nationalisme van onderontwikkelde volkeren. Het was een anticonservatief nationalisme dat ingrijpende sociale veranderingen voorzag; het was gericht tegen zowel buitenlandse als binnenlandse onderdrukkers; het riep een beeld op van een vernieuwde en geregenereerde natie die een historische missie zou vervullen; het riep een moreel ideaal op van belangeloze opoffering en toewijding in dienst van collectieve doelen; en het riep oude glorie op en voorzag in een gedeelde en grotere glorie.
In 1914 pleitte Robert Michels, een vroege revolutionaire syndicalist die zich later in 1924 bij de Nationaal-Fascistische Partij zou aansluiten, voor een "revolutionair nationalisme van de armen" om industrialisatie in Italië te bevorderen, omdat hij geloofde dat "het de industrie is die mensen in staat stelt te leven en te gedijen in de moderne wereld" en zonder een volwassen industriële basis vindt een volk zichzelf het object van internationale minachting.
Na de Tweede Wereldoorlog werd in Frankrijk de term revolutionair nationalisme aangenomen als zelfomschrijving door een Derde Positie beweging die politiek syncretisch wilde zijn en verrechts nationalisme en linksnationalisme combineerde.

## Amerika
In Bolivia is de Revolutionaire Nationalistische Beweging een politieke partij die werd opgericht in 1941. Ze leidde de Nationale Revolutie van 1952 en bestuurde het land van 1952 tot 1964. Volgens Winston Moore Casanovas is revolutionair nationalisme "een anti-oligarchische ideologie van de onderdrukte sector geworden, de officiële ideologie van de Boliviaanse staat na 1952, en vormt het de kern van de rechtvaardiging van de autoritaire militaire regimes die vanaf 1964 aan de macht waren."
In Peru wordt de militaire regering van Juan Velasco Alvarado van 1968 tot 1975 beschouwd als een periode van revolutionair nationalisme in de geschiedenis van het land.
De Nicaraguaanse revolutionaire leider Augusto Cesar Sandino, die streed tegen de Amerikaanse bezetting van Nicaragua in het einde van de jaren 1920 en begin jaren 1930, wordt ook wel een revolutionair nationalist genoemd.
Bepaalde aspecten van de Mexicaanse Revolutie van 1910-1920 worden geassocieerd met revolutionair nationalisme. Zo omarmden Mexicaanse spoorwegarbeiders "revolutionair nationalisme als een uiting van hun afkeuring van buitenlands eigendom van de spoorwegen, versterkt zonder twijfel door hun minachting voor buitenlandse managers", aldus Robert F. Alegre. Hij betoogt ook dat "revolutionair nationalisme steunde op en versterkte de 'rielero'-mannelijkheid - het zelfbeeld van werknemers als bijzonder sterk, moedig en onafhankelijk. Hun deelname aan gewapende conflicten bracht deze eigenschappen scherp naar voren."
In de Verenigde Staten zijn sommige zwarte nationalistische groepen beschouwd als vertegenwoordigers van een vorm van revolutionair nationalisme. Vooral in de nasleep van de moord op Martin Luther King Jr. in 1968, kwamen sommige Afro-Amerikaanse leiders tot de conclusie dat raciale integratie onmogelijk was en dat een "Zwarte Revolutie" noodzakelijk was om een onafhankelijke zwarte natie op te bouwen. Een van deze leiders was Rudy Shields, die in 1969 zwarte afscheiding steunde omdat hij "het gevoel had dat als we gescheiden waren, we beter waren en sterker waren, omdat als je blanke mensen hebt die je kinderen onderwijzen, ze dan het blanke concept van het leven krijgen." Deze perspectieven namen af in de daaropvolgende decennia, maar revolutionair nationalistische thema's zijn geïdentificeerd als een element in de jazzmuziek, zelfs tot in de jaren 1980, toen ze invloed hadden op Aziatisch-Amerikaanse muzikanten.